# 4804 Pasteur
A 4804 Pasteur (ideiglenes jelöléssel 1989 XC1) a Naprendszer kisbolygóövében található aszteroida. Eric Walter Elst fedezte fel 1989. december 2-án.